# W. Tede Silva
W. Tede Silva é um cineasta francês, nascido no Brasil. Realizou os filmes "Tudo São Referências, Tudo São Memórias"(2006), "Matrículas Abertas, Vagas Limitadas"(2011), "Piratage 2.0" (2020).

https://www.unifrance.org/film/51187/piratage-2-0
https://www.unifrance.org/annuaires/personne/450985/w-tede-silva